# اش (کانتی دورام)
اش (به انگلیسی: Esh) یک روستا و محله مدنی در بریتانیا است که در County Durham واقع شده‌است. اش ۴٬۹۸۴ نفر جمعیت دارد.